# Hérmedes de Cerrato
Hérmedes de Cerrato ist ein nordspanisches Dorf und eine Gemeinde (municipio) mit 74 Einwohnern (Stand: 2024) in der Provinz Palencia in der Autonomen Gemeinschaft Kastilien-León.

## Lage und Klima
Hérmedes de Cerrato liegt in der Region Tierra de Campos auf der kastilischen Hochebene in einer Höhe von ca. 905 m. Die Provinzhauptstadt Palencia befindet sich mit ihrem Stadtzentrum etwa 31 Kilometer (Fahrtstrecke) nordwestlich.
Das Klima im Winter ist durchaus kalt, im Sommer dagegen warm bis heiß; die eher spärlichen Regenfälle (ca. 539 mm/Jahr) fallen überwiegend im Winterhalbjahr.

## Bevölkerungsentwicklung
| Jahr      | 1970 | 1981 | 1991 | 2001 | 2011 | 2021 |
| Einwohner | 315  | 224  | 158  | 125  | 99   | 78   |

## Sehenswürdigkeiten

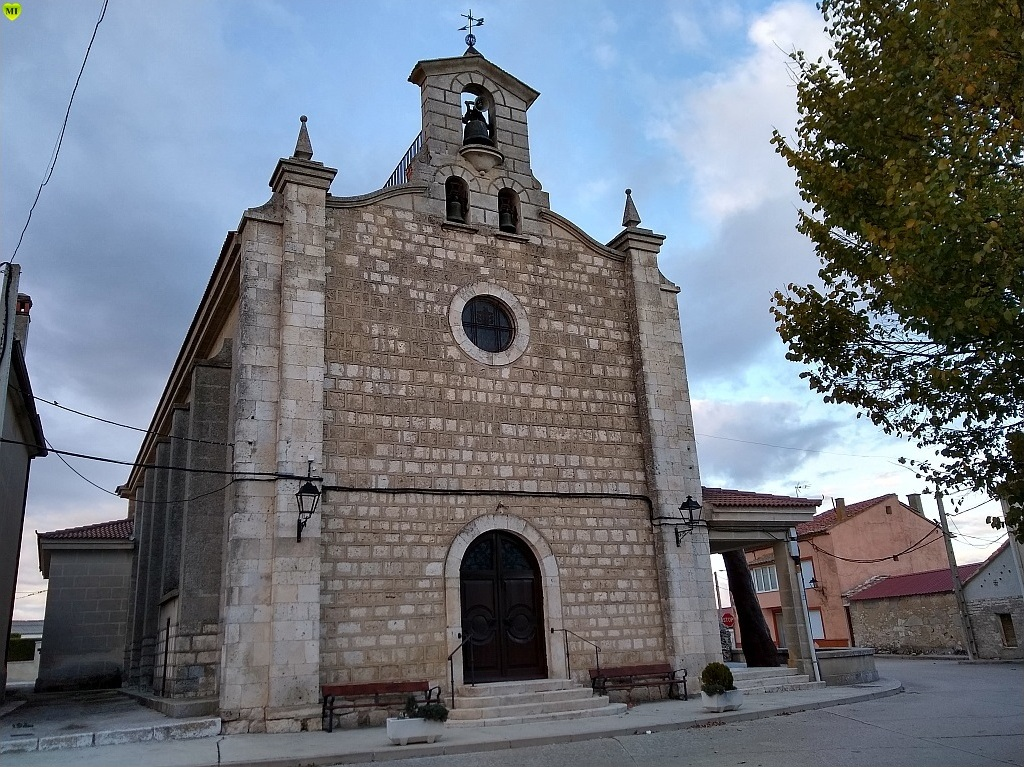
Johannes-der-Täufer-Kirche
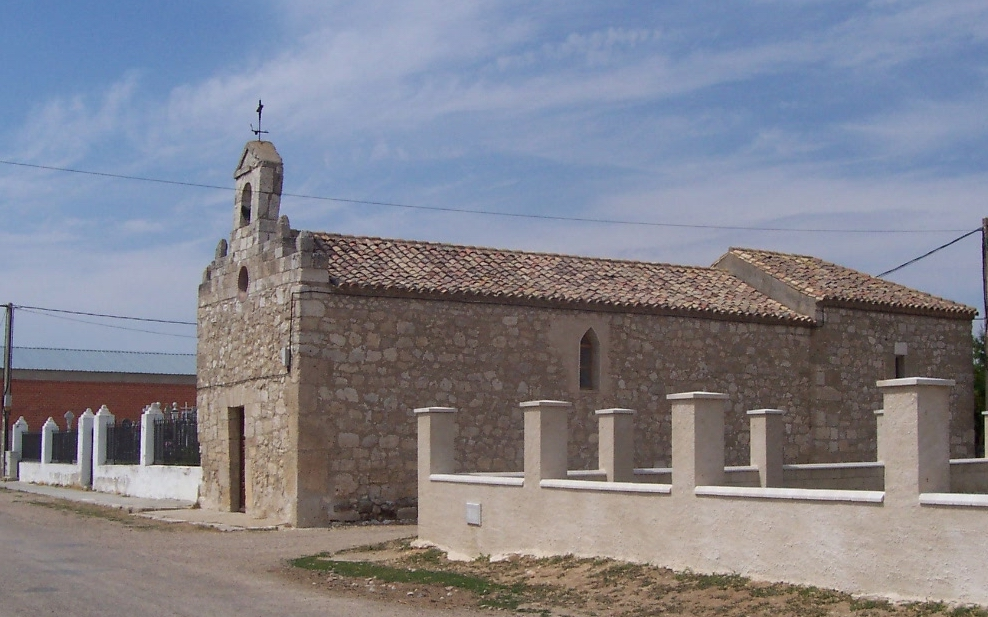
Marienkapelle

- Johannes-der-Täufer-Kirche
- Marienkapelle